# Jean-Louis Gassée
Jean-Louis Gassée (Paris, março de 1944) (nascido em março de 1944 em Paris, França) é um executivo de negócios. Ele é mais conhecido como ex-executivo da Apple Computer, onde trabalhou de 1981 a 1990. Ele também fundou a Be Inc., criadores do sistema operacional de computadores BeOS. Depois de deixar o Be, ele se tornou Presidente da PalmSource, Inc.

## Carreira
Gassée trabalhou por seis anos na Hewlett-Packard de 1968 a 1974, onde foi responsável por supervisionar o lançamento do primeiro computador científico da empresa e o desenvolvimento de sua organização de vendas na França, antes de sua promoção a Gerente de Vendas da Europa, em Genebra, Suíça. De 1974 a 1981, Gassée atuou como diretor executivo das afiliadas francesas da Data General e da Exxon Office Systems.
Em 1981, Gassée tornou-se diretor de operações europeias da Apple Computer. Em 1985, depois de saber do plano de Steve Jobs de derrubar o CEO John Sculley durante o fim de semana do Memorial Day enquanto Sculley estava na China, Gassée informou antecipadamente ao conselho de diretores, o que levou à renúncia de Jobs da Apple. .